# Самоубиство у Војсци Србије
Самоубиство у Војсци Србије  је узрочно–последични и статистички приказ активног или пасивног аутодеструктивног чина у којем професионалнa војнa лица (ПВЛ) Војске Србије свесно и намерно одузимају себи живот, због различитих мотива. Многа професионалних војних лица реаговалa су самоубилачким идејама након кризниих ситуацијама, кроз које су пролазили у процесу реорганизације, Војске Србије, након распада бивше Југославије. Код данашњих генерација војске које су прошле од 1990. до прве деценије 21. века, тежак период живота у Војсци, треба очекивати да ће проћи године да остваре суицидалне идеје или их не остваре, или користе суицидалне интенције како би изазвале пажњу околине у кризним временима.
У периоду од 1999. до 2007. године, 30 ПВЛ извршило је самоубиство. У том периоду посматрања годишње је 1-8 припадника Војске Србије извршило самоубиство. Највећи број самоубистава извршен је 2003. године (13 на 100.000), што се може објаснити политичким догађајима претходних година и трансформацијом војске након тих догађаја.
Самоубиство је у Војсци Србије један је од ретких феномена који је потпуно ослобођен, војних, верских, узрочних, полних, расних, културолошких, вредносних, временских и узрасних граница.
У аутодеструктивна понашања активних војних лица се, осим самоубиства, убрајају и покушај самоубиства, планирање или само размишљање о самоубиству и све врсте самоозлеђивања, па ће и ови феномени бити приказани.
Иако на први поглед свако самоубиство активног војног лица изгледа као дубоко лични чин,...уништавајући свој живот самоубица доводи у питање темељну вредност Војске и Српског друштва - људски живот: што ову појаву чини друштвеном девијацијом...и социјалним проблемом због узрока и последица које не само да имају дубоко социјално значење..., због угрожавања угледа, морала и борбене готовости Војске Србије.
| „ | Све већи број људи у Србији живи са осећањима бесперспективности и депривираности. Ако се на то надовежу, ПТСП, дуго трајање политичке кризе, незапосленост, велика банкарска задуженост, све већа злоупотреба алкохола и психоактивних супстанци међу младима, пораст малигних болести, осујећујуће породично окружење и неки унутрашњи психички фактори, онда „бекство у смрт“ може за нека лица да буде један од могућих „излаза“ из таквог стања. | ” |

Анализа самоубистав спроведена у ВМА Београд показала су да ни у једном случају за самоубиство ПВЛ, извршеног у периоду 1998.—2007. године, није постојала одговорност војне организације, као и да међуљудски односи и поступање у јединицама Војске Србије нису били непосредни узрок настанк самоубиства.
Превенција суицида која је заузела важно место у медицинским и социјалним услугама Војске Србије, у задњих неколико година дала је завидне резултате.

## Самоубиство у Србији
У Србији је од 1953. до 2008. самоубиство извршило 66.700 особа, или просечно годишње 1.200 извршених самоубистава. Број самоубистава у Србији у овом периоду има значајну тенденцију пораста, нпр. 1953. у Србији је било 725 самоубистава а 2008 1.290.
У Србији су 2006. године 1.444 особе извршиле самоубиство или 19,5 на 100.000 становника. У поређењу са раним педесетим годинама 20. века, број самоубистава је готово удвостручен (види табелу десно), уз тренд умереног смањења у последњих 15 година.
Сличне промене се уочавају и код стопе самоубистава. Најниже стопе су регистроване током 1950-их, око 12 на 100.000 становника, а највише током последње деценије 20. века, када је стопа достигла ниво од око 20 самоубистава на 100.000 становника.
У друштвеном расколу Југославије, 1992. године број самоубистава у Србији је дошао до историјског максимума, (када је забележено 1.638 самоубистава).. 
Стопа самоубистава у Србији у периоду од 1998—2009.(на 100.000 становника)
|          | 1998. | 2000. | 2005. | 2009. |
| -------- | ----- | ----- | ----- | ----- |
| УКУПНО   | 19.3  | 20,6  | 19,4  | 18,8  |
| Мушкарци | 27,5  | 29,3  | 27,9  | 28,1  |
| Жене     | 11,5  | 12,3  | 11,3  | 10,0  |

У Србији током 2007. самоубиство је као узрок смрти регистровано код 1.354 особе, што је у просеку четири особе свакога дана.
У периоду од 2000. до 2007. стопа самоубистава, у целокупној популацији Србије, опала је за 18% (код мушкараца за 16% и код жена за 26%). 
Број умрлих у Србији од поремећаја понашања и душевних поремећаја у 2012. години
|          | Укупно самоубистава | Проценат (%) | Стопа на (100.000 становника у 2012.) |
| -------- | ------------------- | ------------ | ------------------------------------- |
| УКУПНО   | 1.163               | 1,14         | 16,15                                 |
| Мушкарци | 545                 | 1,06         | 15,66                                 |
| Жене     | 614                 | 1,22         | 16,62                                 |

НАПОМЕНА: Проценат умрлих израчунат је на основу података да је у Србији
у 2012. години умрло 102.400 становника (51.909 мушкараца и 50.491 жена).

## Епидемиологија
У Одељењу за ментално здравље и војну психологију Војномедицинске академије (ВМА) од 1998. године врши се психолошка аутопсија сваког самоубиства припадника Војске: војника и професионалних војних лица (старешина, војника по уговору, цивилних лица, као и студената и студената војних школа са циљем епидемиолошког праћења и утврђивања мотива за самоубиство сваког припадника Војске Србије (ВС), све у циљу планирања и спровођења одговарајућих мера превенције.
На основу вишегодишњег праћења ВМА Београд дистрибуција самоубистава ПВЛ ВС у периоду 1999. — 2007. године показује да је годишње 1-8 ПВЛ извршило самоубиство. Број самоубистава је био нешто већи од 2001. — 2004. године, са највишом вредношћу у 2003. години.
Старост
Просечна старост ПВЛ која су извршила самоубиство била је 30,53 ± 6,25 година живота, од тога је највише (60%) било између 20 и 
30 година живота, затим трећина (33,33%) 30-40 година, док је најмање (6,7%) ПВЛ било између 40 и 50 година старости.
Чин, положај
Више од половину самоубистава учинили су нижи официри (56,7%), око четвртине (23,3%) виши официри, а петина (20%) војници по уговору.
Године радног стажа
Просечна дужина радног стажа ПВЛ која су извршила самоубиство била је 7,08 ± 5,65 година. Више од половине ПВЛ (53,3%) имало је испод пет година радног стажа.
Школска спрема
Завршену војну школу у моменту самоубиства имало је 53% ПВЛ.
Брачно стање
Више од половине (53,3%) ПВЛ у моменту самоубиства није било ожењено. Децу је имало 40% ПВЛ која су извршила самоубиство.

## Етиологија
Кроз историју људског рода, до данашњих дана, самоубиство се провлачи као пошаст, као константа - која постоји увек и у свим структурама друштва укључујући ту и војску. Нема периода у развоју војне организације у Србији који не зна за самоубиство. Самоубиство је карактеристика људске врсте која је присутна и у свим друштвима и у свим војскама света па и у Војсци Србије. Друштвени чиниоци у Србији и њеној војсци у последњих 20 година су од суштинског значаја за феномен самоубиства,који ће бити обрађен на овој страници.
Као и већна психиких стања код професионалних војних лица (ПВЛ), тако се и суицидалност (склоност или намера особе да себи одузме живот) може приказивати и посматрати на више различитих начина што зависи од полазних ставова: нпр: командног, психијатријског, социолошког, културолошког, религијскога, филозофског и слично. Ни једно од наведених (и ненаведених) ставова посматрања не може бити сасвим издвојено од става других струка, и зато је боље говорити да је суицидалност сложена појава, која се због различитости струка у Војсци Србије, тумачи и прихвата на различите начине.
У том контексту, док, са једне стране, војни социолози (командовање војском) примарно значење суицидалности дају свесним мотивима и развоју суицидалности, војни психијатри примарно усмеравају пажњу на психопатологију, а војни теолози су пре свега усмерени на указивање недопустивости самоубиства у друштву па самим тим и у војсци због непоправљивих последица које следе након тог чина, па тиме (осим верског значења) у практичном погледу и они имају незаобилазно место у превенцији суицидалности у Војсци Србије.

### Видови самоубиства
Разликују се три вида самоубиства међу припадницима Војске Србије:
1. Самоубиство услед болести
Овај вид самоубистава најчешће је последица; промена у понашању, конзумирања алкохола, дроге, стања тескобе и панике, раније покушаних самоубистава и хрониних болести које се манифестују променама у исхрани, спавању и начину живота.
2. Алтруистичко самоубиство
Овај облик самоубиства је свесно жртвовање појединца за добробит других чланова заједнице
3. Самоубиство које је производ аномије или слома традиционалних вредности
Самоубиство које долази као последица аномије доказ је да друштво које је у транзицији, као што је то српско последњих 25 година, губи вредности својствене прошлости, а савремени аутори постулирају, да такво друштво у транзицији не може да оствари адекватну друштвену контролу, односно регулацију, својих чланова. Не постоји начин на који јединка може ваљано да се интегрише у недовољно оформљеном друтвеном контексту а не постоје ни вредности са којима би се појединац идентификовао и на тај начин обновио сопствени осећај здраве егзистенције. Тако неинтегрисана јединка као да није потребна ни војсци ни друтву ни себи самој, напушта овоземаљски свет.

### Самоубилачки (суицидални) ризици
Код ПВЛ која су извршила самоубиство утврђени су многобројни фактори самоубилачког ризика који се могу поделити на дисталне и проксималне:
Дистални фактори самоубилачког ризика
Ова група фактора oдноси се на дуготрајну и повећану преосетљивост особе да изврши самоубиство.
Проксимални фактори самоубилачког ризика
Проксимални фактори утичу на непосредну појаву самоубиства, и надограђују се на дисталне факторе самоубилачког ризика.
Код појединих ПВЛ, у досадашњим студијама, постојао је истовремено један или више дисталних и проксималних фактора самоубилачког ризика.
Присуство једног од фактора самоубилачког ризика само је повећавао самоубилачки ризик те особе, док је њихово садејство указивало на веома висок самоубилачки ризик.
Ако наведене факторе самоубилачког ризика систематизујемо, тада наилазимо на бројне ризичне факторе, који су приказани у табели са десне стране.

## Самоубилачка патологија
Ако се пође од претпоставке да се витални нагон човека, сматра основним и најдоминантнијим нагоном онда произлази закључак, да је самоубиство резутлат поремећаја основног  нагона, што даје патолошко обележје овој појави.
Код већине ПВЛ војске Србије која су извршила самоубиство, ретроградном анализом личности, утврђена је слабија толеранција на фрустрацију и анксиозност, уз присутне  неефикасне механизме суочавања са стресом. 
| „ | Појава актуелних стресних ситуација уз појачану вулнерабилност личности која је била последица њихове смањене способности да остваре стабилне професионалне и породичне односе имала је за последицу бихевиоралне манифестације услед високог степена субјективне патње, што је значајно утицало на поремећај социјалног или професионалног функционисања и дезорганизацију личности ПВЛ лица. | ” |

Анамнестички подаци добијени од пријатеља и чланова породице, показали су да је код три четвртине ПВЛ која су извршила самоубиство била присустна манифестна психопатологија, у периоду који је претходио самоубиству. 
Детаљном анализом, у тој психопатологији, војни психијатри препознали су пресуицидни синдром, који је код већег броја самоубица имао за последицу појаву злоупотребе алкохола, као њихов покушај „самолечење“ у циљу разблажења анксиозности и редукције патњи изазваних психичким сметњама. Имајући ово у виду може се закључити да је самоубиство код ових лица највероватније резултат њиховог удруженог деловања, с обзиром на то да је из литературе познато да депресија и алкохолизам повећавају самоубилачки ризик. Баш то, удружено деловање ових фактора, евидентирано је ретроградном анализом и код већине ПВЛ војске Србије која су извршила самоубисто.
Иако су психичке сметње биле присутне дуже време пре извршења самоубиства већина ПВЛ, самоубица, и поред тога нису затражили психијатријску помоћ. То потврђују подаци да је само 13,3% ПВЛ која су извршила самоубиство, лечено код психијатра амбулантно или болнички, док је четвртина (према изјави породице или њихових пријатеља, користила седативе).  Нажалост, све ове промене у понашању нису правилно и правовремено протумачене од стране поредице, пријатеља па и лекари примарне здравствене заштите, па је изостала могућност правовремене интервенције, тј. упућивање психијатру на преглед, чиме се могло спречити самоубиство.

## Мере превенције
Мере превенције самоубиства у Војсци Србије првенствено су усмерене на:
- Редовно и вишегодишње праћење војне обуке ПВЛ, с обзиром на сложеност свакодневног живота, задатака и значај ангажовања
- Већој пажњи и побољшању избора кандидата за ПВЛ. Тиме се постиже попуњавање јединица квалитетнијим и добро образованим кадром.
- Превентивни рад са ПВЛ, посебно онима који се упућују на специфичне задатке, који захтевају већа психофизичка  напрезања (специјалне јединице, јединице које обављају задатке у посебним стресним и психофизички исцрпљујућим услови КЗБ-а)  како би се спречио утицај негативних стресогених фактора на емоционалну стабилност и ментално здравље.
- Редовно ангажовање примарних тимова за ментално здравље, који непрекидно треба да раде на бољој здравственој заштити ПВЛ и уклањању страха од стигматизација због тражења професионалне психијатријске помоћи у кризи.
- Редовно и стручно вођено обучавање примарних менталнохигијенских тимова њиховим укључивањем у контиуиране програме медицинског образовања, у циљу раног препознавања особе у кризи, склоној самоубиству.
- На холистичком приступу трупних лекара у правовременом препознавању првих симптома депресије и раном откривању пресамоубилачког синдрома.